# イシュビ・エッラ

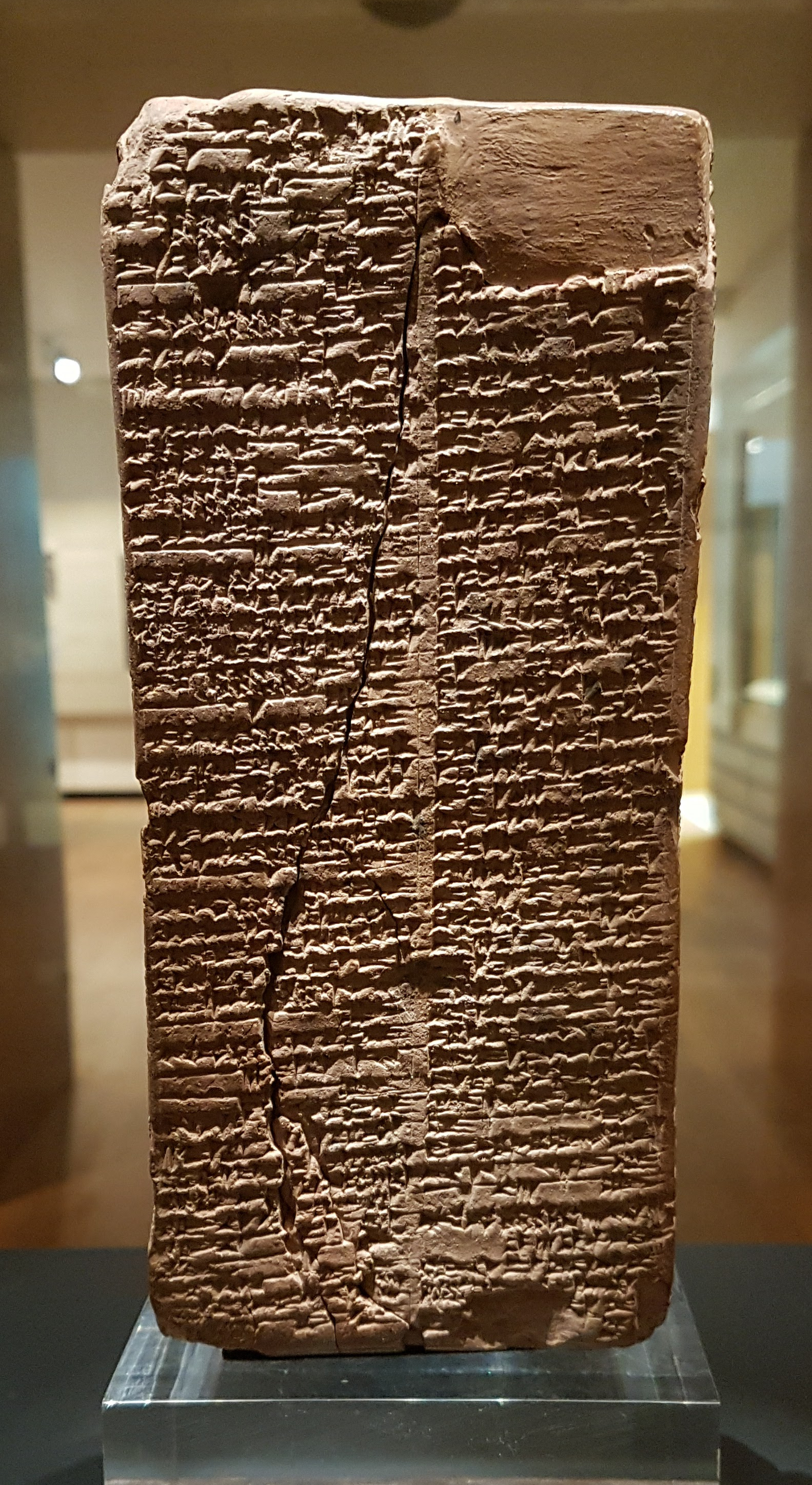
イシュビ・エッラ

イシュビ・エッラ（Ishbi Erra）は、古代メソポタミアにおいて、イシン第1王朝を建設したアムル系の王である（アッカド人とする説もある）。

## 来歴

### ウル第三王朝の将軍時代
彼は南部メソポタミアに移住していたアムル人達の一人であり、ウル第三王朝に将軍として仕えていた。当時、ウル第三王朝はアムル人やエラムの圧迫によって弱体化しつつあり、ウル王イビ・シンは対応に追われていた。紀元前2022年頃、南部メソポタミアでは大規模な飢饉が発生した。

### イシン第1王朝の建国
イビ・シン王はイシュビ・エッラに食料調達を命じてイシン市へ派遣したが、イシュビ・エッラはイシン市を拠点にウル第三王朝に反旗を翻し、イシン第1王朝を建設した。なお、独立年については紀元前2017年以外にもいくつか説がある。弱体化したウル第三王朝にはこれを阻止する力は最早無く、エラムの脅威にも曝されていたためにイシュビ・エッラの統治権を認め、更に対エラムの同盟すら持ちかけた。しかし間もなくエラムによって滅ぼされ、南部シュメールはエラムの支配下に入った。

### エラムとの戦い
イシュビ・エッラはエラム人を撃退すべく各地を転戦し、10年にもわたる戦いの末エラムを駆逐することに成功した。彼はエラムによって破壊されたウル市の復興に努め、ウル第三王朝の正統な後継者であることを意識して振舞った。彼以後のイシン王はそれを受け継ぎ、最早日常語ではなくなりつつあったシュメール語の文学を受け継ぐべく努力を重ねた。

### 死後
彼の死後、息子のシュ・イリシュが跡を継いだ。